# Les Disparus d'Ély
Vous pouvez aider à l'améliorer ou bien discuter des problèmes sur sa page de discussion.
- Il ne s’appuie pas, ou pas assez, sur des sources secondaires ou tertiaires. (Marqué depuis avril 2022)

- Archive Wikiwix
- Bing
- Cairn
- DuckDuckGo
- E. Universalis
- Gallica
- Google
- G. Books
- G. News
- G. Scholar
- Persée
- Qwant
- (zh) Baidu
- (ru) Yandex
- (wd) trouver des œuvres sur Wikidata

Les Disparus d'Ély est une série de livres publiés par Québec Amérique. Rédigés par des collectifs d’auteurs, les différents ouvrages regroupent des nouvelles tournant autour d’un thème imposé. La rédaction se fait lors d’une retraite d’écriture de neuf jours qui se déroule au Studio B-12, un studio d’enregistrement situé à Valcourt.

## Histoire
Louis-Armand Bombardier, petit-fils de l’inventeur Joseph-Armand Bombardier, désirait diversifier le spectre d’artistes fréquentant sa résidence,. Son studio étant principalement fréquenté par les musiciens, il a mandaté l'autrice Véronique Marcotte de mettre sur pied un projet permettant d’inviter des groupes d’auteurs.
La première édition se déroula à l’automne 2017. Selon le concept, neuf auteurs disparurent durant neuf jours. Au moment de leur libération, ils avaient tous écrit une nouvelle, selon les volontés d’un certain marquis d’Ély. Les textes furent regroupés dans le recueil Les Disparus d'Ély : Perdus qui sera publié en 2019.
À l’automne 2018, « le milieu littéraire a été de nouveau secoué par le kidnapping de neuf auteurs ». Encore une fois, chacun d’entre eux a écrit une nouvelle pendant la durée de leur disparition, celles-ci étant publiées également en 2019 dans le recueil Les Disparus d'Ély : Mortels.
Un troisième tome est paru en novembre 2020 sous le titre Les Disparus d'Ély : Étrangers.

## Livres de la série

### Les Disparus d'Ély: Perdus
Sous la direction artistique de Véronique Marcotte, le recueil de 192 pages est publié le 24 septembre 2019  (ISBN 978-2-7644-3912-8). Il regroupe les nouvelles de : 
- Sophie Bérubé : M1ke
- Isha Bottin : Le Temps d’un voyage au large
- Marie-Eve Bourassa : Carnaval
- Mouffe : Une maison improbable
- Michel Mpambara : Un Noir se noie dans la rivière Noire !'
- Katherine Raymond : Patrick Senécal
- Patrick Senécal : Par effraction
- Éric St-Pierre : Un bébé pour Rose Latulippe
- Ghislain Taschereau : La Polka de l’Alzheimer

### Les Disparus d'Ély: Mortels
Sous la direction artistique de Véronique Marcotte, le recueil de 168 pages est publié le 24 septembre 2019  (ISBN 978-2-7644-3822-0). Il regroupe les nouvelles de :
- Stéphanie Boulay : L'Animal
- Simon Boulerice : Portrait-robot de ma furie
- Marie-Eve Bourassa : Le Bal de la reine
- Jean-Paul Daoust : Le Petit salon espadon
- Julien Deschênes : La Colère du King
- Alexandra Gilbert : La Loutre
- Jonathan Harnois : Peter
- Natasha Kanapé Fontaine : Sky Dancer
- Pascale Montpetit : Patate chaude

### Les Disparus d'Ély: Étrangers
Sous la direction artistique de Véronique Marcotte et de Marcel Sabourin, le recueil de 136 pages est publié le 3 novembre 2020  (ISBN 978-2-7644-4202-9). Il regroupe les nouvelles de : 
- Émilie Dubreuil : La Mort de Frantz Tremblay
- Chantal Fleury : Malena
- Alexandra Gilbert : Henriette
- Laurence Gough : Maman
- Alain Labonté : Vonette
- Tristan Malavoy : Hugo : Le Dernier Chapitre
- Aïko Solovkine : Lola
- Alexandre Soublière : Dhakiya